# ユカタハタ
ユカタハタ（学名：Cephalopholis miniata）とは、ハタ科に分類される魚類の一種。インド太平洋のサンゴ礁に生息する。

## 名称
和名は浴衣のような模様に由来する。「アオホシハタ」、「イサゴハタ」、「アカバ」(小笠原)、「アカハナ」、「アカミーバイ」(沖縄)などの地方名がある。なお、「アカミーバイ」という呼び方は、他のハタのことを指すこともある。英名はcoral grouperの他にもcoral hind、coral rock cod、coral cod、coral trout、round-tailed trout、vermillion seabass等がある。

## 分布
西は紅海から南アフリカのダーバンまで、東はインド洋を通って太平洋のライン諸島まで、北は南日本、南はオーストラリア北部まで、インド太平洋に広く分布する。インド洋と太平洋中西部のほとんどの島々で見られるが、ペルシア湾とオマーン湾では記録されていない。インド南西部やタイのアンダマン海沿岸でも記録がある。オーストラリアでは、西オーストラリア州からノーザンテリトリー、グレートバリアリーフ北部、クイーンズランド州のモートン湾まで、また珊瑚海とロード・ハウ島近海でも見られる。日本では駿河湾以南の太平洋沿岸、琉球列島、小笠原諸島などで見られる。

## 形態
体長は体高の2.6 - 3.0 倍。頭は大きく、頭部背側の輪郭は平らで、目の間はわずかに凸状。口は大きく、下顎が突き出す。前鰓蓋骨は丸く、下端は肉厚で、縁は鋸歯状。上顎骨は目の後ろを越えて伸びる。鰭は大きく、背鰭と臀鰭は尾鰭付近まで伸びる。尾鰭は団扇型。背鰭棘の間の膜は凹む。側線鱗数は47 - 56個。背鰭は9棘と14 - 15軟条から、臀鰭は3棘と8 - 9軟条から成る。体色はオレンジがかった赤から赤褐色で、体色変化は大きい。体や鰭には明るい青色の小斑点が散らばり、海中では白色の斜帯が現れる場合もある。幼魚は体色がキンギョハナダイに似たオレンジから黄色で、青色の斑点は少ない。模様はバラハタに似るが、バラハタの尾鰭は三日月形である。全長は最大50 cm。

## 生態
沿岸から沖合のサンゴ礁や岩礁に生息し、開けた場所を好む。海中洞窟や、サンゴの下でもよく見られる。生息水深は2 - 150 m。鰭で水を捉えて急な加速をし、大きな口を使って一瞬で獲物を捕らえる。餌の80%は小魚で、キンギョハナダイをよく狙う。甲殻類も捕食し、大型の個体では頭足類を捕食することもある。1個体の雄と2 - 12個体の雌から成るハレムで生活する。ハレムの縄張りは約475平方メートルで、雄が全体を守り、雌はそれぞれが小さな縄張りを持つ。雌性先熟の雌雄同体で、雌から雄に性転換する。雄は縄張り内を巡回し、雌と出会ったときには並行して泳ぐ。

## 人との関わり
市場にはよく並び、ハタの中では比較的安価な種である。一般に流通することは少なく、主に寿司屋や料理店などで利用されることが多い。東京都（伊豆諸島・小笠原諸島）、沖縄県、鹿児島県などで漁獲されている。小型の個体ならアクアパッツァ、大型の個体なら刺身などにすると非常に美味である。地域によってはシガテラ毒を持つ個体もいるため注意が必要。美しい体色のためアクアリウムで飼育されることもある。